# Abilly
Abilly és un municipi francès de la regió del Centre - Vall del Loira, departament de l'Indre-et-Loire. El 2021 tenia 1.133 habitants.